# Вайсеварте
Вайсеварте (нем. Weißewarte) — деревня в Германии, в земле Саксония-Анхальт. Входит в состав города Тангерхютте района Штендаль.
Население составляет 426 человека (на 31 декабря 2008 года). Занимает площадь 19,86 км².
Название деревни переводится как «белая сторожевая башня». Название связано с тем, что в старые времена здесь располагались две сторожевые башни: красная и белая. От второй башни деревня и получила своё название.
Вайсеварте ранее имела статус общины. 31 мая 2010 года вошла в состав города Тангерхютте.

## Достопримечательности
В деревне находится зоопарк Вайсеварте.